# Tatort: Baum der Erlösung
Baum der Erlösung ist der Titel des 717. Tatort-Krimis. Chefinspektor Moritz Eisner (Harald Krassnitzer) wird in seinem 20. Fall mit zwei aufeinanderprallenden Kulturen konfrontiert, was die Aufklärung des Mordes an einer jungen Türkin und ihrem Tiroler Freund nicht einfacher gestaltet. Der ORF-Fernsehfilm nach einem Drehbuch von Felix Mitterer wurde am 4. Januar 2009 erstgesendet. Besondere Aufmerksamkeit, insbesondere in Österreich, erregte er durch die Verarbeitung des realen Minarettstreits von Telfs in der Krimihandlung.
Der ORF bettete den Film in einen Themenabend „Islam“ ein.
Mit 1,039 Millionen Zuschauern und 35 % Marktanteil erreichte der Tatort in Österreich eine ungewöhnlich hohe Einschaltquote.

## Handlung
Die türkische Familie Özbay sitzt trauernd am Tisch. Plötzlich trommelt die junge Melisa ihrem Vater auf die Brust und schreit: „Du sollst sie dir anschauen“, und dann: „Katil! Katil!“ (türkisch für „Mörder“) Melisa meint, auch sie habe einen Tiroler Freund, und als Vater und Bruder empört und aufgebracht reagieren, ergänzt sie, dass man sie nicht in den Tod drängen werde. Als ihr Bruder zuschlagen will, wird das von der Mutter unterbunden. Kurz zuvor hatte man Melisas Schwester Ayşe Özbay erhängt an einem Baum aufgefunden. Dieser Baum wird in der Bevölkerung, speziell unter den Migranten, nur Der Baum der Erlösung genannt, da sich hier innerhalb des vergangenen Jahres schon weitere vier junge Menschen aufgehängt haben, die zwangsverheiratet werden sollten. Es stellt sich heraus, dass Ayşe sich nicht selbst umgebracht hat und außerdem, dass sie schwanger war. Chefinspektor und Sonderermittler Moritz Eisner wird nach Telfs beordert, um sich des Falls anzunehmen. Die örtlichen Polizisten Franz Pfurtscheller und der junge türkischstämmige Polizist Vedat Özdemir werden ihm zur Seite gestellt. Pfurtscheller erklärt Eisner am Baum der Erlösung, dass die türkischen Mädchen sich verlieben würden, ihre Väter aber bereits andere Ehemänner für sie ausgesucht hätten und, wie er das sehe, sich noch einige an diesem Baum aufhängen würden.
Martin Greiner, der einheimische Freund Ayşes, wird vermisst und schließlich mit eingeschlagenem Schädel in einem See aufgefunden. Ayşes älterer Bruder Serkan hatte sich in jener Nacht, etwa zur Todeszeit der jungen Frau, auffällig bei Edith Greiner, Martins Mutter, in deren Lokal nach ihrem Sohn erkundigt. Er wollte wissen, ob er ihr denn heute nicht im Lokal helfe – als habe er sich ein Alibi verschaffen wollen.
Gerade erst ist im Ort das umstrittene Minarett fertiggestellt worden, wegen dessen Bau es zu erbitterten Konfrontationen zwischen den einheimischen Tirolern, mit dem Patriarchen Klaus Larcher an der Spitze, und den islamischen Zuwanderern, angeführt von der türkischen Familie Kâzim Özbay, kam. Die strenge Trennung der Kulturen kam hier besonders zum Tragen. Und ausgerechnet Klaus Larchers Sohn Christian ist Melisa Özbays Freund. Die junge Frau wird bei ihren Treffen mit ihm häufig von ihrem Bruder Serkan überrascht, der sich nicht scheut zuzuschlagen und Melisa auch schon an den Haaren von Christian weggezerrt hat. Nach einem erneuten Treffen Melisas mit Christian, sperrt Serkan mit Hilfe seines jüngeren Bruders Erkan die Schwester in einen Bauwagen ein und will sie zwingen, Schlaftabletten zu nehmen. Auf eine später an ihn gestellte Frage, dass er doch auch Tiroler Freundinnen habe, erwidert er, das sei doch etwas völlig anderes, er sei ein Mann. Und außerdem sei es ein Fehler, dass Melisa so klug sei. Eisner registriert bei seinem Besuch bei den Özbays auch, dass die Söhne das typische Verhalten gegenüber Frauen an den Tag legen. Im Gegensatz zu Melisa und ihrer getöteten Schwester, die beide sehr gut in der Schule sind bzw. waren, sind ihre Leistungen eher im unteren Bereich anzusiedeln. Als der Inspektor sich in Melisas Zimmer umsieht, findet er versteckt an ihrer Pinnwand die Nachricht: Sollte ich am „Baum der Erlösung“ gefunden werden, ist das genauso wenig Selbstmord, wie bei meiner Schwester Ayşe.
Klaus Larcher will von seinem Sohn Christian wissen, warum es ausgerechnet die Tochter seines Erzfeindes sein müsse, warum er ihm das antue. Christian entgegnet, dass er nicht von Melisa lasse, dann sei er eben nicht mehr sein Sohn. Larcher beschwört Christian, dass Melisas Vater sie ebenso umbringen werde, wie schon ihre Schwester.
In einem Gespräch lässt Kâzim Özbay Klaus Larcher wissen, dass seine Tochter morgen nach Istanbul fliege, wo er sie mit einem guten Mann verheiraten werde. Die Männer bemerken nicht, dass sich Melisa und die Brüder Larcher ebenfalls auf dem Gelände befinden. Christian Larcher konnte seinen älteren Bruder Georg dazu überreden, ihm und Melisa zu helfen. Georg meint, dass Melisa sich erst einmal in einer Hütte in den Bergen verstecken solle. Melisa will auf jeden Fall weiter studieren und bekundet, dass Telfs ihre Heimat sei und sie auf keinen Fall in die Türkei gehe. Bereits unterwegs zur Hütte, bekommt Christian von seinem Vater einen Anruf, dass Serkan ihnen auf der Spur sei. Eisner hat inzwischen von Vedat Özdemir erfahren, dass die Brüder Larcher seit drei Jahren oben an in den Bergen an einer Baustelle beschäftigt seien. So macht auch er sich zusammen mit Vedat Özdemir auf in die Berge.
Als Kâzim Özbay vom Beten aus dem Minarett nach Hause kommt, erfährt er, dass seine Frau Enise mit den Worten gegangen sei, sie gehe Ayşe nach und Melisa voraus. Zusammen mit seinem jüngeren Sohn kommt Özbay gerade noch rechtzeitig zum „Baum der Erkenntnis“, um das Seil durchzuschneiden und seine Frau vor dem Tod zu bewahren. „Ich halte das nicht mehr aus“, flüstert sie ihrem Mann zu. Kâzim Özbay beordert daraufhin seinen Sohn Serkan telefonisch zurück. Obwohl Enise ihren Sohn wissen lässt, dass sie ihn verfluche, wenn er Melisa oder Christian etwas antue, klopft Serkan sich auf die Brust und meint nur, er sei stark und geht unbeirrt weiter. Als er auf Christian trifft, ist dieser allein. Serkan hält ihm sein Messer an die Kehle um Melisas Aufenthaltsort zu erfahren. Georg Larcher ist allein mit Melisa über den Bergkamm unterwegs. Özdemir erzählt Eisner in der Zwischenzeit, dass er Georg Larcher nicht traue, er habe doch erst mit seinem Vater zusammen die ganze Hetzkampagne durchgezogen. Zur selben Zeit macht Melisa kurz Rast am Abgrund und Georg hat schon die Hände erhoben, um sie zu stoßen, als sie ihm für seine Hilfe dankt, was ihn so überrascht, dass er seinen Plan erst einmal nicht ausführt. Serkan, der Christian vorantreibt, strauchelt auf dem Weg und droht abzustürzen, Christian greift jedoch blitzschnell zu und bewahrt ihn so vor einem Sturz in die Tiefe. Georg Larcher ist inzwischen mit Melisa in der Berghütte angekommen. Die junge Frau warnt ihn vor ihrem Bruder, der gefährlich sei, er betreibe Kampfsport. Völlig überraschend für Melisa greift er sie jedoch an und umwickelt ihre Beine und Hände mit Klebeband und verschließt auch ihren Mund damit.
Gerade noch rechtzeitig treffen Eisner und weitere von ihm benachrichtigte Kollegen bei der Hütte ein und können Georg Larcher durch einen Schuss in den Arm außer Gefecht setzen. Es stellt sich heraus, dass Georg Ayşe und ihren Freund Martin auf dem Gewissen hat. Er hatte die beiden liebkosend auf dem Bootssteg beobachtet und getötet. Ayşe hatte er sodann an den „Baum der Erlösung“ gebunden. „Wenn wir uns mit denen vermischen, löschen wir uns aus“, erklärt er.
Serkan fällt es schwer, zu akzeptieren, dass sein Vater seinen Segen zu der Verbindung von Melisa und Christian gegeben hat, obwohl der Vater versucht, es ihm leichter zu machen. Der „Baum der Erlösung“ wird gefällt und sogar der jüngste Özbay-Sohn Erkan scheint etwas gelernt zu haben, nein, er wolle nicht mehr Bürgermeister werden, das solle seine Schwester machen, meint er, sich richtig einschätzend.

## Begleitsendungen
In direktem Zusammenhang mit dem Film produzierte der ORF die Diskussionsrunde Im Zentrum und ein Am Schauplatz spezial, die sich der derzeitigen Lage in Telfs widmeten. Diese Sendungen wurden nur im nationalen Fernsehen ausgestrahlt. In der deutschen ARD lief der Baum der Erlösung unkommentiert.

## Produktion und Hintergrund
Die Dreharbeiten zu dieser Tatort-Folge fanden vom 29. Juli bis zum 30. August 2008 in Telfs und Umgebung sowie in Innsbruck und Wien statt.
Felix Mitterer, der zu allen Tatorten des ORF aus Tirol das Drehbuch schrieb, betonte, dass dieser Film „ein einziger Aufruf zur Versöhnung“ sei, und äußerte weiter: „Es geht nicht darum, Gräben, die zugewachsen sind, aufzureißen. Und bei uns wird es besser als bei Shakespeares 'Romeo und Julia' ausgehen: Es müssen die Liebenden nicht sterben, damit die Väter sich die Hände reichen.“ Mitterer befand diesen ‚Tatort‘ als besten von allen, die er bisher geschrieben habe, „weil er der Wahrheit am nächsten [sei].“ Auch für Regisseur Harald Sicheritz ist sein erster Tatort „eine besondere Angelegenheit, weil hier auf wunderbare Art gezeigt [werde], wie stark Politik in unserem Alltag verwurzelt [sei].“ Ebenso empfand es Hauptdarsteller Harald Krassnitzer, der äußerte, dass dieser ‚Tatort‘ „der schönste, spannendste, politischste und vom Thema her interessanteste [sei], den er bisher gemacht habe - weil wir Geschichten von Menschen erzählen und ihre Ängste zeigen.“
In dieser Folge muss Moritz Eisner sich mit seinem Tiroler Kollegen Franz Pfurtscheller auseinandersetzen, der so seine Schwierigkeiten mit den türkischen Einwohnern von Telfs hat und der betont, dass seine Familie reinrassige Tiroler seit Urzeiten seien. Auch stößt Pfurtscheller immer mal wieder mit seinem türkischstämmigen Kollegen Vedat Özdemir aneinander. Am Ende des Films verkündet er Eisner dann, dass er, wie jedes Jahr, mit seiner Frau Mama in den Urlaub nach Antalya fliege. Eisner telefoniert während seines Einsatzes in Tirol mehrmals mit seiner Tochter Claudia, die ihm erzählt, dass sie einen neuen Freund hat, aber mit Einzelheiten noch zurückhält. Erst zum Ende der Folge erfährt er, dass sie sich in einen Türken verliebt hat.

## Rezeption

### Einschaltquoten
Bei seiner Erstausstrahlung im Ersten am 4. Jänner 2009 schauten 8,1 Mio. Zuschauer zu, was einem Marktanteil von 21,8 % entsprach. In Österreich lag der Schnitt mit 1,039 Mio. Zuschauern und 35 % Marktanteil ungewöhnlich hoch.

### Kritik
Der Film wurde in österreichischen wie deutschen Medien überwiegend positiv aufgenommen. Bei einer Preview in Telfs zeigten sich bereits zuvor sowohl Einheimische wie Zuwanderer von dem Film „begeistert“. Der renommierte Autor Mitterer, der das Drehbuch als Aufruf zur Versöhnung und als Geschenk an die Gemeinde Telfs verfasst hatte, äußerte erfreut: „Man hat nur selten das Gefühl, dass man etwas bewirkt hat.“ Das deutsche Nachrichtenmagazin Focus sah später indes insbesondere auch für die ARD-Zuschauer eine besondere Rezeptionschance: Der Blick auf Österreich erlaube „deutschen Zuschauern den Luxus der Distanz, durch die vieles klarer zu sehen ist. Ausländerhass der Einheimischen einerseits, radikale Abschottung der Zuwanderer andererseits dürften dies- wie jenseits der Alpen beunruhigende Phänomene sein. Doch wenn sie nicht am eigenen Beispiel vorgeführt werden, sei man nicht so empfindlich mit der (Selbst-)Erkenntnis“. In der Frankfurter Allgemeinen war Edo Reents der Ansicht, „dass mehr und länger als sonst in der Schwebe [bleibe], wer es war.“ Seine Kritik beendete er mit den Worten: „Ein spannender, hochalpiner Showdown ist noch nicht das Ende dieses sehr guten, bestens besetzten ‚Tatorts‘. Eisner will danach mit seiner Tochter Urlaub machen, aber die hat jetzt einen Freund, und der soll mit. Nun raten Sie mal, woher der stammt.“ Tilmann P. Gangloff befasste sich auf der Seite tittelbach.tv mit dem Film, dem er 4½ von 6 möglichen Sternen gab. Der Kritiker fasste zusammen: „Viel Botschaft und doch große Klasse: Der ORF-‚Tatort – Baum der Erlösung‘ von Harald Sicheritz nach dem Drehbuch von Felix Mitterer verarbeitet sämtliche Vorurteile, die gegenüber türkischen Mitbürgern gehegt und gepflegt werden, macht das aber klug, sehr mutig und keineswegs immer politisch korrekt; darüber hinaus ist der Film bildästhetisch eine kleine Offenbarung. Ein gut gebauter und bestens besetzter Whodunit aus Tirol.“